# Fútbol en El Salvador

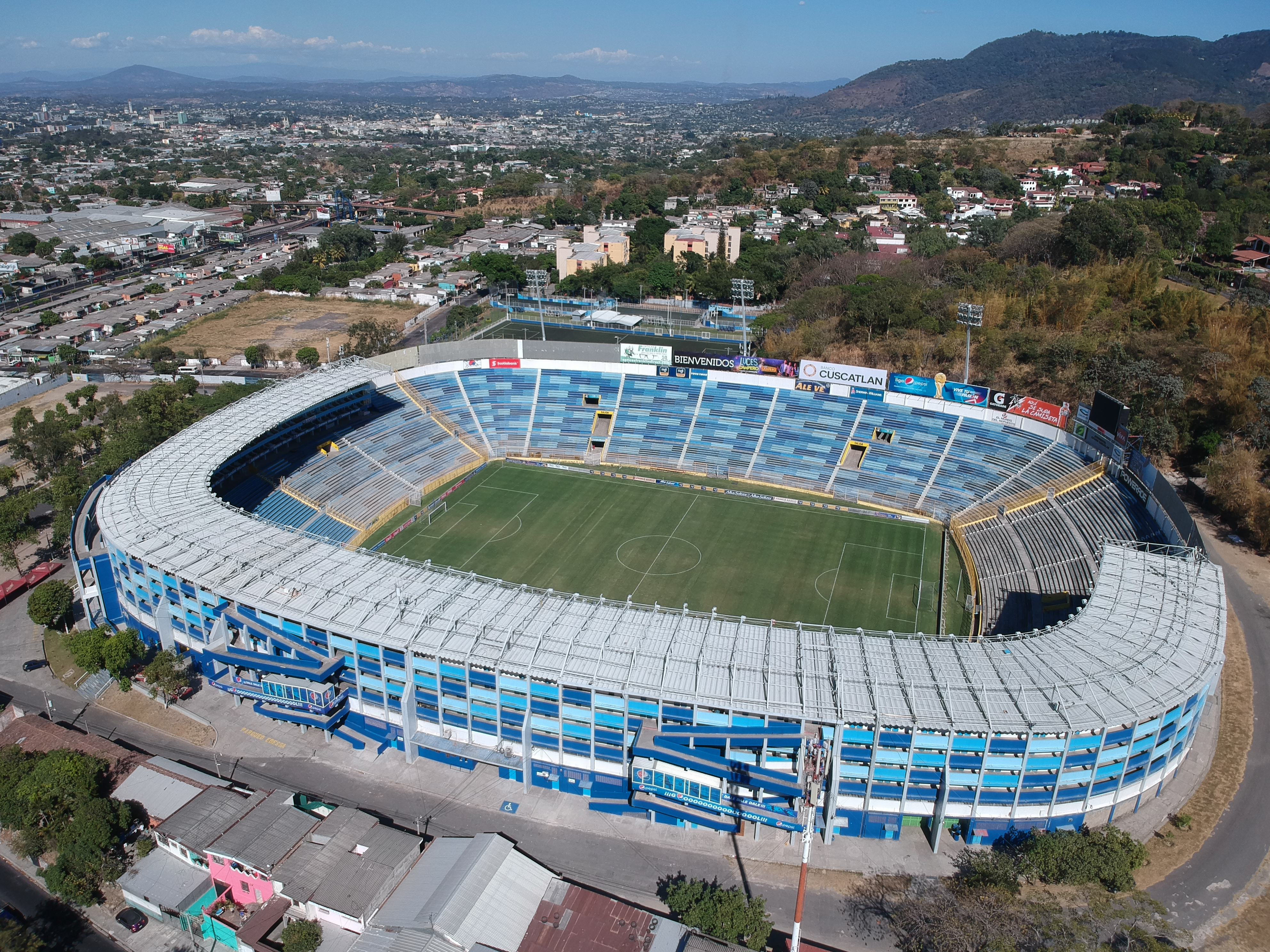
El Estadio Cuscatlán, en San Salvador (El Salvador).

El fútbol o balompié es el deporte más popular en El Salvador. La organización más importante a cargo de regular esta disciplina es la Federación Salvadoreña de Fútbol, fundada hace 85 años, el 26 de abril de 1935 . Se afilió a la FIFA en 1938 y a la Concacaf 23 años más tarde.
Actualmente está estructurado en las siguientes divisiones: Primera, Segunda, Tercera y el Campeonato de Reservas, abarcando un total de 49 equipos. Además se disputan torneos de juveniles y a nivel femenino.

## Historia
Las primeras informaciones de la práctica del fútbol en El Salvador fue en octubre de 1897 en el Campo de Marte de San Salvador.  El 28 de julio de 1899 se disputó en Santa Ana un partido disputado por miembros de la entidad Sport Club de San Salvador. El 8 de octubre de 1899 del Sport Club de Santa Ana disputó un partido con su homónimo de la capital. Estos años se produce el nacimiento de numerosos equipos. En 1899 se crean en la capital Small Foot Ball Club , Wilson Club Salvadoreño , Foot Ball Haculhuatecan Club y Palecah Pelota Foot Match. En 1900 aparece el Jolly Boys Foot Ball Club y en 1904 el Club Hércules.
En cuanto a la selección, el primer partido jugó en 1921, participando en los Juegos Centroamericanos en Guatemala.  La selección de fútbol de El Salvador se ha clasificado dos veces a la Copa Mundial en los años 1970 y 1982. El triunfo más importante de la selección fue la victoria en el Campeonato de la CCCF de 1943.

## Fútbol en clubes

### Primera División
Esta división fue fundada el 10 de noviembre de 1969, disputándose hasta ahora 90 títulos.
El equipo más laureado en este campeonato es el Club Deportivo FAS, con 19 títulos. Le siguen Club Deportivo Águila y Alianza Fútbol Club, con 17.
Águila y FAS se enfrentan en el Superclásico del fútbol salvadoreño, mientras que Alianza y Luis Ángel Firpo se enfrentan en el Clásico Joven.

### Historial
| Club             | Títulos | Subtítulos | Años campeón | Años subcampeón |
| ---------------- | ------- | ---------- | --- | --- |
| FAS              | 17      | 23         | 1951-52, 1953-54, 1957-58, 1961-62, 1962, 1977-78, 1978-79, 1981, 1984, 1994-95, 1995-96, Cl. 2002, Ap. 2002, Ap. 2003, Ap. 2004, Cl. 2005 y Ap. 2009. | 1950-51, 1959, 1960-61, 1964, 1967-68, 1969, 1970, 1983, 1987-88, 1993-94, 1997-98, Cl. 1999, Cl. 2001, Cl. 2004, Cl. 2006, Ap. 2006, Ap. 2007, Cl. 2008, Cl. 2011, Cl. 2013, Ap. 2013, Ap. 2015 y Ap. 2019. |
| Águila           | 16      | 11         | 1959, 1960-61, 1963-64, 1964, 1967-68, 1972, 1975-76, 1976-77, 1983, 1987-88, Ap. 1999, Ap. 2000, Cl. 2001, Cl. 2006, Cl. 2012 y Cl. 2019.             | 1961/62, 1966/67, 1979-80, 1984, 1986-87, 1990-91, Ap. 2003, Ap. 2009, Cl. 2010, Ap. 2014 y Cl. 2016. |
| Alianza          | 14      | 14         | 1965-66, 1965-67, 1986-87, 1989-90, 1993-94, 1996-97, Ap. 1998, Ap. 2001, Cl. 2004, Cl. 2011, Ap. 2015, Ap. 2017, Cl. 2018 y Ap. 2019.                 | 1965-66, 1973, 1975-76, 1978-79, 1985, 1991-92, 1992-93, Cl. 2002, Ap. 2010, Ap. 2012, Ap. 2016, Cl. 2017, Ap. 2018 y Cl. 2019.                                                                              |
| Luis Ángel Firpo | 10      | 11         | 1988-89, 1990-91, 1991-92, 1992-93, 1997-98, Cl. 1999, Cl. 2000, Ap. 2007, Cl. 2008 y Cl. 2013.                                                        | 1955-56, 1989-90, 1994-95, 1995-96, 1996-97, Ap. 1998, Ap. 2001, Cl. 2003, Cl. 2005, Cl. 2007 y Cl. 2009. |
| Isidro Metapán   | 10      | 3          | Cl. 2007, Ap. 2008, Cl. 2009, Cl. 2010, Ap. 2010, Ap. 2011, Ap. 2012, Ap. 2013, Cl. 2014 y Ap. 2014.                                                   | Ap. 2005, Cl. 2012 y Cl. 2015. |
| Atlético Marte   | 8       | 0          | 1955, 1955-56, 1956-57, 1969, 1970, 1980-81, 1982 y 1985.                                                                                              | |

### Segunda División
Esta división fue fundada en 1950, teniendo desde ese año una interrupción y cambios, disputándose hasta ahora 90 ediciones. El equipo más ganador es 11 Lobos, con 5 títulos cada uno. Su primer campeón fue el H-13 y el último fue Platense.

### Clubes con títulos oficiales en El Salvador
| Club | Club              | Nacionales | Nacionales | Nacionales | Nacionales | Nacionales | Nacionales | Nacionales | Nacionales | Nacionales | Nacionales | Internacionales | Internacionales | Internacionales | Internacionales | Internacionales | Internacionales | Internacionales | Internacionales | Internacionales | Internacionales | Títulos | Títulos |
| Club | Club              | PD         | PD         | SD         | SD         | CI         | CI         | CC         | CC         | SC         | SC         | CC              | CC              | IU              | IU              | CL              | CL              | RC              | RC              | OT              | OT              | Títulos | Títulos |
| Pos. | Nombre            |            |            |            |            |            |            |            |            |            |            |                 |                 |                 |                 |                 |                 |                 |                 |                 |                 |         |         |
| ---- | ----------------- | ---------- | ---------- | ---------- | ---------- | ---------- | ---------- | ---------- | ---------- | ---------- | ---------- | --------------- | --------------- | --------------- | --------------- | --------------- | --------------- | --------------- | --------------- | --------------- | --------------- | ------- | ------- |
| 1.   | Águila            | 16         | 11         | 1          | -          | 1          | 1          | 1          | -          | 1          | -          | 1               | -               | -               | 1               | 0               | -               | 0               | -               | 0               | -               | 20      |         |
| 2.   | FAS               | 17         | 23         | -          | -          | 0          | 1          | 0          | -          | 0          | -          | 1               | -               | 0               | -               | 0               | -               | 0               | -               | 0               | 1               | 18      |         |
| 3.   | Alianza           | 14         | 14         | -          | -          | 0          | -          | 0          | -          | 0          | -          | 1               | -               | 1               | 1               | 0               | -               | 0               | -               | 0               | -               | 16      |         |
| 4.   | Luis Ángel Firpo  | 10         | 11         | 3          | -          | 0          | 1          | 0          | -          | 0          | -          | 0               | -               | 0               | -               | 0               | -               | 0               | 1               | 0               | -               | 10      |         |
| 5.   | Isidro Metapán    | 10         | 3          | 1          | -          | 0          | -          | 0          | -          | 0          | -          | 0               | -               | 0               | -               | 0               | -               | 0               | -               | 0               | -               | 10      |         |
| 6.   | Atlético Marte    | 8          | -          | 1          | -          | 0          | -          | 0          | -          | 0          | -          | 0               | 1               | 0               | -               | 0               | -               | 1               | -               | 0               | -               | 9       |         |
| 7.   | Santa Tecla       | 4          | 2          | 1          | -          | 2          | -          | 0          | 1          | 0          | 1          | 0               | -               | 0               | -               | 0               | -               | 0               | -               | 0               | -               | 6       |         |
| 8.   | Dragón            | 3          | 3          | 4          | -          | 0          | -          | 0          | -          | 0          | -          | 0               | -               | 0               | -               | 0               | -               | 0               | -               | 0               | -               | 3       |         |
| 9.   | 11 Municipal      | 2          | 4          | 2          | -          | 1          | -          | 0          | -          | 0          | -          | 0               | -               | 0               | -               | 0               | -               | 0               | -               | 0               | -               | 3       |         |
| 10.  | Juventud Olímpica | 2          | 4          | 0          | -          | 0          | -          | 0          | -          | 0          | -          | 0               | -               | 0               | -               | 0               | -               | 0               | -               | 0               | -               | 2       |         |
| 11.  | Platense          | 1          | -          | 2          | 1          | 0          | -          | -          | -          | 0          | -          | 0               | -               | 1               | -               | 0               | -               | 0               | -               | 0               | -               | 2       |         |

|  | Los títulos y subtítulos de la Liga de Plata no cuentan en el total de cada club ni por departamento. |

## Estadios
Los 15 estadios más grandes de El Salvador:
| #   | Imagen | Estadio                                                   | Ciudad               | Departamento | Capacidad | Inauguración | Equipos                                                                |
| --- | ------ | --------------------------------------------------------- | -------------------- | ------------ | --------- | ------------ | ---------------------------------------------------------------------- |
| 1.  |        | Cuscatlán                                                 | San Salvador         | San Salvador | 53,400    | 1976         | Alianza, Atlético Marte y la Selección salvadoreña de fútbol masculino |
| 2.  |        | Nacional Jorge "Mágico" González                          | San Salvador         | San Salvador | 35,000    | 1935         | Ninguno                                                                |
| 3.  |        | Óscar Alberto Quiteño                                     | Santa Ana            | Santa Ana    | 17,500    | 1963         | FAS                                                                    |
| 4.  |        | Juan Francisco Barraza                                    | San Miguel           | San Miguel   | 15,500    | 1959         | Águila y Dragón                                                        |
| 5.  |        | José Gregorio Martínez                                    | Chalatenango         | Chalatenango | 15,000    | 1975         | Chalatenango                                                           |
| 6.  |        | Antonio Toledo Valle                                      | Zacatecoluca         | La Paz       | 10,000    | 1974         | Platense                                                               |
| 7.  |        | Universitario "Héroes y Mártires del 30 de julio de 1975" | San Salvador         | San Salvador | 10,000    | 2003         | Universidad de El Salvador                                             |
| 8.  |        | Jorge "Calero" Suárez                                     | Metapán              | Santa Ana    | 10,000    | 1995         | Isidro Metapán                                                         |
| 9.  |        | Sergio Torres Rivera                                      | Usulután             | Usulután     | 10,000    | 1930         | Luis Ángel Firpo                                                       |
| 10. |        | Correcaminos                                              | San Francisco Gotera | Morazán      | 10,000    | 2009         | Fuerte San Francisco                                                   |
| 11. |        | Nacional Las Delicias                                     | Santa Tecla          | La Libertad  | 10,000    | 1951         | Quequeisque y Santa Tecla                                              |
| 12. |        | Ana Mercedes Campos                                       | Sonsonate            | Sonsonate    | 9,000     | 1951         | Juventud Olímpica de Metalío y Sonsonate                               |
| 13. |        | Jiboa                                                     | San Vicente          | San Vicente  | 8,000     | 2013         | Independiente                                                          |
| 14. |        | España Soyapango                                          | Soyapango            | San Salvador | 5,000     | 2004         | Evento multideportivo                                                  |
| 15. |        | Arturo Simeón Magaña                                      | Ahuachapán           | Ahuachapán   | 5,000     | 1974         | 11 Deportivo                                                           |

## Fútbol de selecciones

### Selección absoluta
El Salvador se clasificó para la Copa Mundial de la FIFA dos veces en su historia, en 1970 y 1982. En ambas ocasiones el equipo fue eliminado en la primera ronda tras perder los tres partidos.
El torneo de 1982 incluyó una goleada 10-1 de Hungría que proporcionó la mayor cantidad de goles en un juego en la historia de las finales, además de igualar el récord de margen de victoria.
Fuera de la Copa del Mundo, El Salvador compite regularmente en la Copa Oro de la Concacaf y la Liga de Naciones de la Concacaf. Sin embargo, su único título internacional llegó en una competición regional, el Campeonato CCCF de 1943.